# Kopanice
Kopanice es un pueblo de la municipalidad de Orašje, en el cantón de Posavina, Bosnia y Herzegovina.

## Superficie
Posee una superficie de 22,68 kilómetros cuadrados.

## Demografía
Hasta 2013 la población era de 768 habitantes, con una densidad de población de 33,9 habitantes por kilómetro cuadrado.